# Dioscorea remota
Dioscorea remota är en enhjärtbladig växtart som beskrevs av Conrad Vernon Morton. Dioscorea remota ingår i släktet Dioscorea och familjen Dioscoreaceae. Inga underarter finns listade i Catalogue of Life.